# Bad Religion

Het crossbuster-logo, wat tevens het logo van Bad Religion is.

Bad Religion is een Amerikaanse punkband, die in 1980 in Los Angeles is opgericht door zanger Greg Graffin, basgitarist Jay Bentley, drummer Jay Ziskrout en gitarist Brett Gurewitz. 

## Geschiedenis
Gurewitz richtte zelf het platenlabel Epitaph Records op om enkele Bad Religion-platen uit te brengen. Dit label is uitgegroeid tot een van de bekendste punklabels. Tussen 1994 en 2000 kwamen echter ook enkele albums van Bad Religion uit bij Atlantic Records en Epic Records, waarna ze in 2000 weer de overstap naar het punklabel Epitaph maakte. In 2010 vierden ze hun dertigjarig jubileum met een wereldwijde toer. In het najaar van 2010 kwam hun zestiende album uit.
De samenstelling anno 2019 is: Greg Graffin (zang), Brett Gurewitz (gitaar), Jay Bentley (basgitaar), Mike Dimkich (gitaar), Brian Baker (gitaar) en Jamie Miller (drums).

## Discografie

### Albums
- Bad Religion (1981)
- How Could Hell Be Any Worse? (1982)
- Into the Unknown (1983)
- Back to the Known (1984)
- Suffer (1988)
- No Control (1989)
- Against the Grain (1990)
- 80-85 (1991, compilatiealbum)
- Generator (1992)
- Recipe for Hate (1993)
- Stranger Than Fiction (1994)
- All Ages (compilatiealbum, 1995)
- The Gray Race (1996)
- Tested (livealbum, 1997)
- No Substance (1998)
- The New America (2000)
- The Process of Belief (2002)
- Punk Rock Songs (alleen in Europa, verzamelalbum)
- The Empire Strikes First (2004)
- New Maps of Hell (2007)
- 30 Years Live (livealbum, 2010)
- The Dissent of Man (2010)
- True North (2013)
- Christmas Songs (2013)
- Age of Unreason (2019)

### Dvd/video
- Along the Way (1989)
- Live at the Palladium (2006)